# Karlheinz Kögel

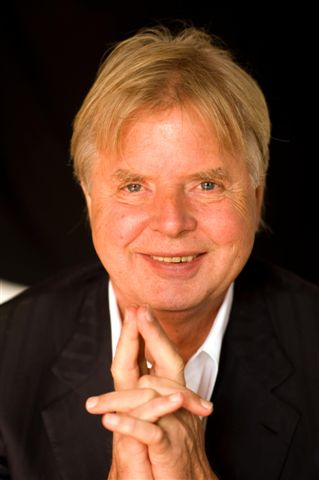
Karlheinz Kögel (2010)

Karlheinz Kögel (* 1. Dezember 1946 in Waldshut-Tiengen) ist ein deutscher Medien- und Touristikunternehmer.

## Leben
Nach Abschluss seiner Schreinerlehre 1966 im Jesuitenkolleg St. Blasien besuchte Karlheinz Kögel ein Abendgymnasium in Karlsruhe und absolvierte währenddessen ein Volontariat beim Süddeutschen Rundfunk. Ab 1970 arbeitete Kögel zusammen mit Walther Krause, Frank Laufenberg und Guido Schneider als Redakteur und Moderator beim damals neu gegründeten Jugendmagazin Pop Shop im dritten Hörfunkprogramm des Südwestfunks (später SWF3).
Seit 2009 ist er mit Dagmar Siegel, geb. Weber, verheiratet. Aus erster Ehe hat Kögel drei Kinder, seine Ehefrau eine gemeinsame Tochter mit Ralph Siegel.

## Unternehmer

### Medien
Im Jahr 1976 gründete er Media Control. 2003 begann ein Joint Venture mit der GfK, seit 2013 treten beide Firmen wieder getrennt auf.
1995 gründet er die SC Spot Control, die vollautomatisch Fernsehwerbung erfasst und statistisch auswertet. Mit dem Eintritt der englischen Firma Thomson Intermedia, der heutigen Ebiquity Plc, wurde die Firma 2004 in TMC Thomson Media Control umbenannt und erhebt seither Werbemarktdaten für Fernsehen, Radio, Druck, Online, Plakat und Kino. Am 13. April 2010 brachte Kögel seine Anteile im Rahmen einer Übernahme des Wettbewerbers Xtreme in den Joint-Venture-Partner Ebiquity Plc. ein, an dem er nun wesentliche Anteile hält.
1999 gründete er die chart-radio Webcasting GmbH & Co. KG, die in dieser Form heute nicht mehr besteht. Er ist Inhaber und Geschäftsführer von Radio Basel. 2012 wandelte Kögel Radio Basel in Radio Energy um und ist weiterhin Verwaltungsratspräsident.

### Touristik
1979 startete Kögel den Reiseveranstalter Medico Flugreisen. Dieses Unternehmen spezialisierte sich auf den Verkauf von Restplätzen bei Flügen nach Brasilien.
Die L’TUR Tourismus AG mit Kögel als Vorstandsvorsitzendem wurde im Jahr 1987 gegründet. 2008 gab Kögel den Vorstandsvorsitz ab und wechselte in den Aufsichtsrat. Er hielt 2009 30 Prozent der L’TUR Tourismus AG, nachdem er im Juni von der Thomas Cook AG 10 Prozent der Anteile zurückerworben hatte. Mehrheits-Aktionär war mit 70 Prozent die TUI AG. Im Juli 2007 wurde Kögel zum Aufsichtsratsmitglied der Thomas Cook AG berufen. Im Dezember 2016 gab Kögel seinen noch gehaltenen Aktienanteil an L’TUR in Höhe von 20 Prozent an den Mehrheitsgesellschafter TUI ab und legte den Aufsichtsratsvorsitz nieder.
2008 gab Kögel die Gründung von Binoli bekannt, die inzwischen zu airberlin holidays umbenannt wurde. Das gemeinsame Projekt mit Air Berlin kombiniert Flüge mit Hotelangeboten zu Pauschalreisen.
2011 gründete Kögel das Online-Reiseportal hlx.com. Seine media and more-Beteiligungsgesellschaft war mit 51 Prozent, die L'TUR Tourismus AG mit 49 Prozent beteiligt. 2013 kaufte Kögel die 49 Prozent der L'TUR zurück. Gesellschafter der HLX wurden nun Kögel und sein Partner Ralf Usbeck.
Im Januar 2015 gründete Kögel in Basel/Schweiz den Veranstalter holidays.ch AG. Dort werden online Reisebausteine für hlx.com, Lufthansa Holidays, Swiss Holidays und Condor Holidays zusammengefügt.

## Deutscher Medienpreis
Seit 1992 ist Media Control Ausrichter des Deutschen Medienpreises, der jährlich in Baden-Baden verliehen wird. Zu den Preisträgern gehören Bill Clinton, Ban Ki-moon, Kofi Annan, George Clooney und der Dalai Lama. Zum 25. Jubiläum des Deutschen Medienpreises im Mai 2017 kam Barack Obama nach Baden-Baden und nahm den Preis entgegen.

## Benefiz
Im Dezember 2009 gründete Kögel zusammen mit seiner Ehefrau Dagmar Kögel die gemeinnützige Stiftungs-GmbH United Charity. Das Benefiz-Auktionsportal versteigert Erlebnisse und besondere Objekte, die man für gewöhnlich nicht kaufen kann. Seit dem Start des Portals wurden über 17 Millionen Euro für Kinder in Not gesammelt.
United Charity wurde im Mai 2015 im Rahmen der bundesweiten Initiative Deutschland – Land der Ideen in der Kategorie „Gesellschaft“ für sein innovatives soziales Engagement ausgezeichnet.

## Sonstiges
Seit 1997 residieren Kögels Firmen im ehemaligen Haus des Kurgastes in Baden-Baden. 1998 eröffnete er dort das Restaurant Medici.
Am 26. Mai 2013 veranstaltete Karlheinz Kögel ein Medientreffen mit Gästen wie Bill Clinton, Karl-Theodor zu Guttenberg, Thomas Gottschalk, Peter Kloeppel, Dieter Zetsche.
Kögel ist CDU-Mitglied. Er war Oskar Lafontaine dabei behilflich, die überlebensgroße Skulptur Willy Brandts des Künstlers Rainer Fetting in der 1999 neugebauten Berliner SPD-Parteizentrale zu finanzieren.

## Auszeichnungen und Titel
- Honorarkonsul von Indonesien für Baden-Württemberg und das Saarland
- Bundesverdienstkreuz am Bande (14. Januar 2000)[18]
- Goldene Ehrenmedaille der Stadt Baden-Baden
- Verdienstmedaille des Landes Baden-Württemberg (26. April 2008)
- Am 13. Mai 2024 beschloss der Gemeinderat der Stadt Baden-Baden, Kögel 2025 zum Ehrenbürger zu ernennen.[19] Am 3. April 2025 wurde die Ehrenbürgerwürde offiziell verliehen.[20] Die Laudatio hielt Thomas Strobl, Innenminister Baden-Württemberg.[21]